# 碗池湖窑址
碗池湖窑址，是位于中国福建省宁德市柘荣县东源乡鸳鸯头村东南1.5公里处的一个宋代古遗址，2011年7月入选第八批柘荣县文物保护单位。
碗池湖窑址是一处宋朝时期的瓷窑遗址，现有3座窑口遗迹，文化层堆积较为稀疏，厚约0.5米—1米，范围约2000平方米。这些陶器有执壶、罐、碗、瓶和罐盖等类型，运用刻划、篦划等工艺，有花纹、缠枝等纹样。该处窑址与碗窑村窑址年代相同，但时间稍早。